# Leroy Haynes (Schauspieler)
Leroy Howard Milton Haynes (* 7. Januar 1914 in Clinton, Kentucky; † April 1986 in Paris, Frankreich) war ein US-amerikanischer Restaurantbesitzer und Schauspieler in Frankreich.

## Leben
Haynes zog mit seiner Familie in seiner Kindheit nach Chicago; er beendete seine Schullaufbahn mit Abschlüssen in Kunstwissenschaften und Soziologie. Der farbige, athletische Haynes spielte American Football und schrieb sich im Zweiten Weltkrieg als Soldat ein. Nach Einsätzen im Pazifik ging er nach Kriegsende nach Europa, wo er in Deutschland und Frankreich seinen Landsleuten Football-Unterricht gab. In Paris fand er Arbeit in einer Bar und eröffnete 1949 mit seiner einheimischen Frau das erste amerikanische Restaurant in Frankreich, Gabby and Haynes. Es entwickelte sich zu einem Treffpunkt nicht nur für amerikanische Soldaten, sondern auch als Künstlerstammlokal. Nach der Scheidung 1960 ließ Haynes einige Häuser weiter ein anderes Lokal, Chez Haynes, entstehen, während seine ehemalige Frau das alte weiter betrieb. Auch dieses wurde zu einem beliebten Ziel für Musiker, Schriftsteller und Schauspieler. Haynes war zwei weitere Male verheiratet.
Von 1962 bis 1975 trat Haynes in einigen Filmen sowie der Fernsehserie Die Schatzinsel auf.

## Filmografie (Auswahl)
- 1961: Sie nannten ihn Rocca (Un Nommé La Rocca)
- 1962: Der Gorilla fletscht die Zähne (Le Gorille a mordu l'archevêque)
- 1965: Der Gendarm vom Broadway (Le gendarme à New York)
- 1966: Die Schatzinsel
- 1968: Vier für ein Ave Maria (I quattro dell'Ave Maria)
- 1971: Petroleum-Miezen (Les Pétroleuses)
- 1971: Die Hölle am Ende der Welt (Popsy Pop)
- 1971: Le cri du cormoran le soir au-dessus de Jonques
- 1975: Schöne Küsse aus Fernost (Bons baisers de Hong Kong)